# Skriftrulle
En skriftrulle, bogrulle eller rotulus er forgængeren til den indbundne bog.
Den bestod af papyrus, pergament eller papir i en bane, der kunne rulles op, og havde skrift på den ene side.
I det første århundrede e. Kr. opstod de første eksempler på de romerske codex, der blev udgjort af flere sammenhæftede skrifttavler af voksbelagt elfenben eller træ, som man kunne ridse sine budskaber ind i. I takt med udbredelsen af papyrus og senere papir udviklede sådanne sammenhængende codex sig gradvis til en stadig mere dominerende bogform.
I en lang periode opretholdt skriftrullen dog sin dominans. Dette hænger formentlig sammen med, at alle manuskripter fortsat var håndskrevne, og at det var mest hensigtsmæssigt at rulle de skrøbelige manuskripter sammen. Efter trykkekunstens opfindelse overtog de sammenhæftede trykte ark den dominerende rolle, og codex udviklede sig gradvis til nutidens indbundne bog.
I mange gamle kultursamfund findes mange af de skrifter, som de pågældende samfunds historie er funderet på, fortsat på skriftruller. Dette gælder ikke mindst i Asien.